# Sågbandstetra
Sågbandstetra (Pyrrhulina rachoviana) är en fiskart som beskrevs av Myers 1926. Sågbandstetra ingår i släktet Pyrrhulina och familjen Lebiasinidae. Inga underarter finns listade i Catalogue of Life.